# Arc tangente intégral

Graphe de la fonction arc tangente intégral.

En mathématiques, la fonction arc tangente intégral est une fonction spéciale, définie comme une primitive de la fonction {\displaystyle {\frac {\arctan t}{t}}}.

## Définition
La fonction arc tangente intégral est définie par :
{\displaystyle \operatorname {Ti} _{2}(x)=\int _{0}^{x}{\frac {\arctan t}{t}}\,\mathrm {d} t}
La fonction arc tangente ({\displaystyle \arctan }) est considérée ici sur sa branche principale, c'est-à-dire que {\displaystyle -{\frac {\pi }{2}}<\arctan t<{\frac {\pi }{2}}} pour tout nombre réel {\displaystyle t}.

### Histoire et notations
Spence (1809) a étudié la fonction en utilisant la notation {\displaystyle {\overset {n}{\operatorname {C} }}(x)}. La fonction a été étudiée aussi par Ramanujan.
La notation {\displaystyle \operatorname {Ti} _{2}} (et plus généralement {\displaystyle \operatorname {Ti} _{n}}, cf. « Généralisation ») est due à Lewin.

## Propriétés
La fonction arc tangente intégral est impaire :
{\displaystyle \operatorname {Ti} _{2}(-x)=-\operatorname {Ti} _{2}(x)}
Les valeurs de {\displaystyle \operatorname {Ti} _{2}(x)} et {\displaystyle \operatorname {Ti} _{2}(1/x)} sont reliées par l'identité :
{\displaystyle \operatorname {Ti} _{2}(x)-\operatorname {Ti} _{2}\left({\frac {1}{x}}\right)={\frac {\pi }{2}}\ln x},
vraie pour tout {\displaystyle x>0} (ou, plus généralement, pour {\displaystyle \operatorname {Re} (x)>0}). On le prouve en dérivant et en utilisant l'identité {\displaystyle \arctan(t)+\arctan(1/t)=\pi /2},.
La valeur particulière {\displaystyle \operatorname {Ti} _{2}(1)} donne la constante de Catalan {\displaystyle K=\beta (2)=1-{\frac {1}{3^{2}}}+{\frac {1}{5^{2}}}-{\frac {1}{7^{2}}}+\cdots \approx 0,915966}.

## Relation avec d'autres fonctions

### Développement en série
La représentation en série entière de l'arc tangente intégral est :
{\displaystyle \operatorname {Ti} _{2}(x)=\sum _{n=0}^{+\infty }{\frac {(-1)^{n}x^{2n+1}}{(2n+1)^{2}}}=x-{\frac {x^{3}}{3^{2}}}+{\frac {x^{5}}{5^{2}}}-{\frac {x^{7}}{7^{2}}}+\cdots },
qui est absolument convergente pour {\displaystyle |x|\leq 1}.

### Relation avec le dilogarithme
L'arc tangente intégral est étroitement lié au dilogarithme {\displaystyle \operatorname {Li} _{2}(z)=\sum _{n=1}^{\infty }{\frac {z^{n}}{n^{2}}}}, et peut être exprimé simplement en termes de cette fonction :
{\displaystyle \operatorname {Ti} _{2}(z)={\frac {1}{2\mathrm {i} }}\left[\operatorname {Li} _{2}(\mathrm {i} z)-\operatorname {Li} _{2}(-\mathrm {i} z)\right]}
Ainsi :
{\displaystyle \forall x\in \mathbb {R} ,\ \operatorname {Ti} _{2}(x)=\operatorname {Im} (\operatorname {Li} _{2}(\mathrm {i} x)).}

### Relation avec la fonction chi de Legendre
L'arc tangente intégral est lié à la fonction chi de Legendre {\displaystyle \chi _{2}(x)=x+{\frac {x^{3}}{3^{2}}}+{\frac {x^{5}}{5^{2}}}+\cdots } par :
{\displaystyle \operatorname {Ti} _{2}(x)=-\mathrm {i} \,\chi _{2}(\mathrm {i} x)}
On peut remarquer que {\displaystyle \chi _{2}(x)} peut s'exprimer à partir de l'intégrale {\displaystyle \int _{0}^{x}{\frac {\operatorname {artanh} t}{t}}\,\mathrm {d} t}, similaire à l’expression de l'arc tangente intégral mais avec la tangente hyperbolique réciproque à la place de l'arc tangente.

### Relation avec la fonction zêta de Lerch
L'arc tangente intégral peut également être écrit en termes de fonction transcendante de Lerch {\displaystyle \Phi (z,s,a)=\sum _{n=0}^{\infty }{\frac {z^{n}}{(n+a)^{s}}}} :
{\displaystyle \operatorname {Ti} _{2}(x)={\frac {1}{4}}x\,\Phi (-x^{2},2,{\frac {1}{2}})}

## Généralisation
De façon similaire au polylogarithme {\displaystyle \operatorname {Li} _{n}(z)=\sum _{k=1}^{\infty }{\frac {z^{k}}{k^{n}}}}, la fonction :
{\displaystyle \operatorname {Ti} _{n}(x)=\sum \limits _{k=0}^{\infty }{\frac {(-1)^{k}x^{2k+1}}{\left(2k+1\right)^{n}}}=x-{\frac {x^{3}}{3^{n}}}+{\frac {x^{5}}{5^{n}}}-{\frac {x^{7}}{7^{n}}}+\cdots }
est définie de manière analogue. Elle vérifie la relation de récurrence :
{\displaystyle \operatorname {Ti} _{n}(x)=\int _{0}^{x}{\frac {\operatorname {Ti} _{n-1}(t)}{t}}\,\mathrm {d} t}
Par cette représentation en série, on peut voir l'égalité avec les valeurs spéciales {\displaystyle \operatorname {Ti} _{n}(1)=\beta (n)}, où {\displaystyle \beta (s)} représente la fonction bêta de Dirichlet.